# Denges
Denges (antiguamente en alemán Dalingen) es una comuna suiza del cantón de Vaud, situada en el distrito de Morges. Limita al norte con la comuna de Echandens, al este con Ecublens, al sureste con Saint-Sulpice, al suroeste con Préverenges, y al oeste con Lonay.
Hasta el 31 de diciembre de 2007 la comuna formó parte del distrito de Morges, círculo de Ecublens.

## Transportes
Ferrocarril
Cuenta con una estación ferroviaria en la que efectúan parada trenes de cercanías de la red 'RER Vaud'.